# Rustin’ in the Rain
Rustin’ in the Rain (с англ. — «Расти под дождём») — шестой студийный альбом американского кантри- и фолк-певца и автора-исполнителя Тайлера Чилдерса, вышедший 8 сентября 2023 года на его собственном лейбле Hickman Holler Records и на RCA Records. Диск дебютировал на 4-м месте в кантри-чарте Top Country Albums и на № 2 в American/Folk Albums, а также был на 10-м месте в основном американском хит-параде Billboard 200.
Номинирован на премию Грэмми-2024 в категории Лучший кантри-альбом.

## Об альбоме
Альбом вышел на собственном лейбле музыканта Hickman Holler. Rustin’ in the Rain дебютировал на 4-м месте в кантри-чарте Top Country Albums и на № 2 в American/Folk Albums, а также был на 10-м месте в основном американском хит-параде Billboard 200.

## Отзывы
| Оценки критиков | Оценки критиков |
| Источник        | Оценка          |
| --------------- | --------------- |
| AllMusic        | [ 5 ]           |
| Pitchfork       | 7.6/10          |

Альбом получил положительные отзывы музыкальных критиков и интернет-изданий. Стивен Томас Эрлевайн из AllMusic нашёл в выступлении Чилдерса влияние кантри 1970-х годов, но считает, что включение песни «Phone Calls and Emails», а также клипа на «In Your Love» свидетельствует о более современном влиянии. О таком влиянии Эрлевайн написал: «Он явно рассматривает кантри-музыку как жанр, который развивается, который может охватить всевозможные истории, опираясь на то, что уже было заложено в основу. Своим сопереживающим сердцем и кинетическим ударом Rustin' in the Rain иллюстрирует, насколько яркой и жизненной может быть эта идея». Надин Смит из Pitchfork назвала альбом «невозможно спутать ни с чем, кроме кантри», и, несмотря на то, что он не является «разрывом с кантри-музыкой, это свет, брошенный на её историю, признание того, чем она была и может стать».

## Список композиций
Все треки написаны Tyler Childers, крое обозначенных.
1. «Rustin' in the Rain» — 3:36
2. «Phone Calls and Emails» — 4:16
3. «Luke 2:8-10» — 3:03
  - при участии Марго Прайс, Erin Rae, и S.G. Goodman
4. «Help Me Make It Through the Night[англ.]» (Крис Кристофферсон) — 4:08
5. «Percheron Mules» — 4:30
  - при участии The Travelin' McCourys[англ.]
6. «In Your Love» (Childers, Geno Seale) — 3:45
7. «Space and Time» (S.G. Goodman) — 4:42
  - при участии S.G. Goodman и Erin Rae

## Позиции в чартах
| Чарт (2023)                              | Высшая позиция |
| ---------------------------------------- | -------------- |
| Австралия Country Albums (ARIA)          | 25             |
| Канада (Canadian Albums Chart)           | 63             |
| Шотландия (Scottish Albums Chart)        | 9              |
| Великобритания (UK Digital Albums Chart) | 43             |
| Великобритания (UK Country Albums Chart) | 9              |
| США (Billboard 200)                      | 10             |
| США (Billboard Folk Albums)              | 2              |
| США (Billboard Top Country Albums)       | 4              |

| Чарт (2023)                        | Позиция |
| ---------------------------------- | ------- |
| США Top Country Albums (Billboard) | 70      |